# Convitto nazionale statale Francesco Cicognini

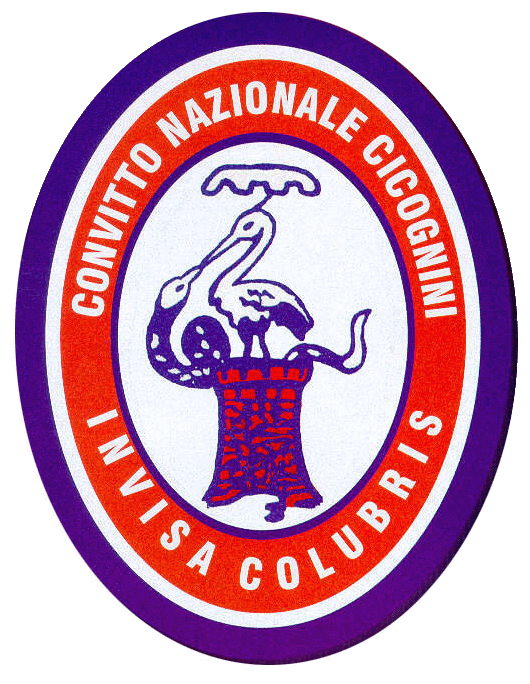
Stemma nei colori: blu, bianco, rosso. Ritrae una cicogna che posata su di una torre, infilza con il becco un serpente.

Il convitto nazionale statale "Francesco Cicognini" è il più antico istituto scolastico di Prato.

## Storia
La sua origine risale al 1692, per opera dei padri gesuiti, in seguito al lascito del canonico Francesco Cicognini. 
L'istituzione, oltre al convitto, è composta da scuole elementari, medie e superiori (liceo classico, liceo classico europeo, liceo scientifico, liceo scientifico internazionale e liceo scienze applicate).

### Da collegio a convitto nazionale

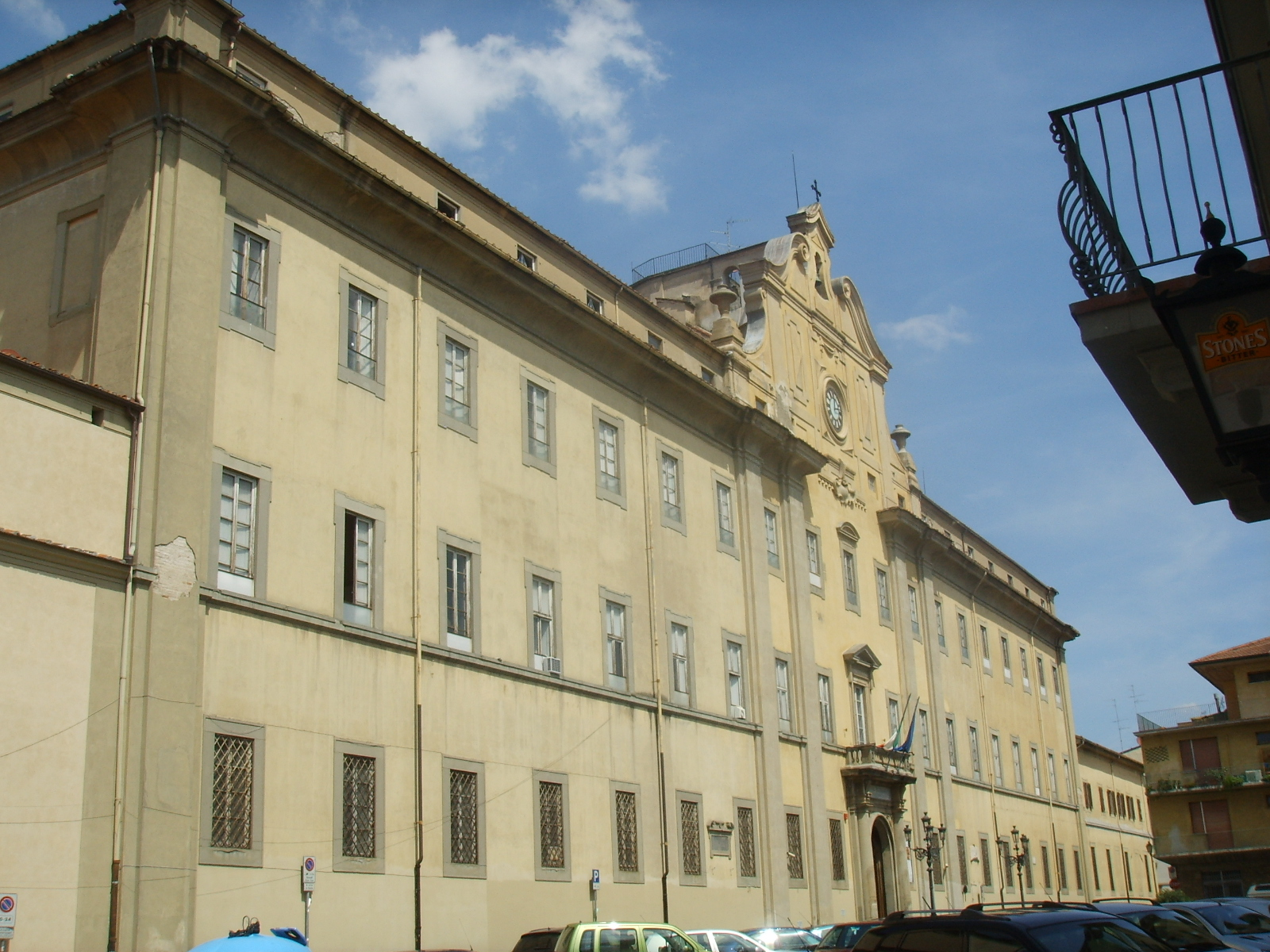
Veduta laterale

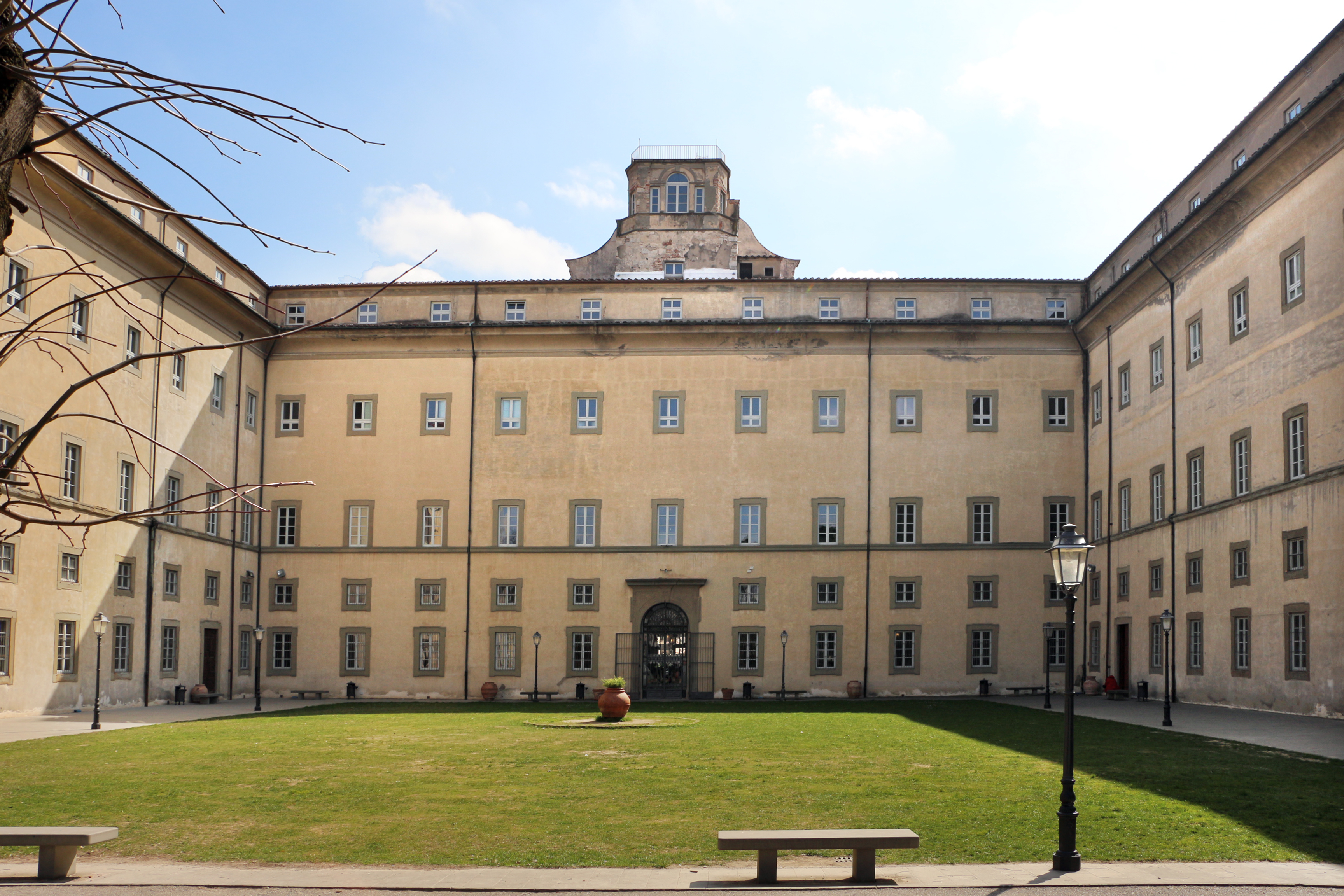
Corte interna

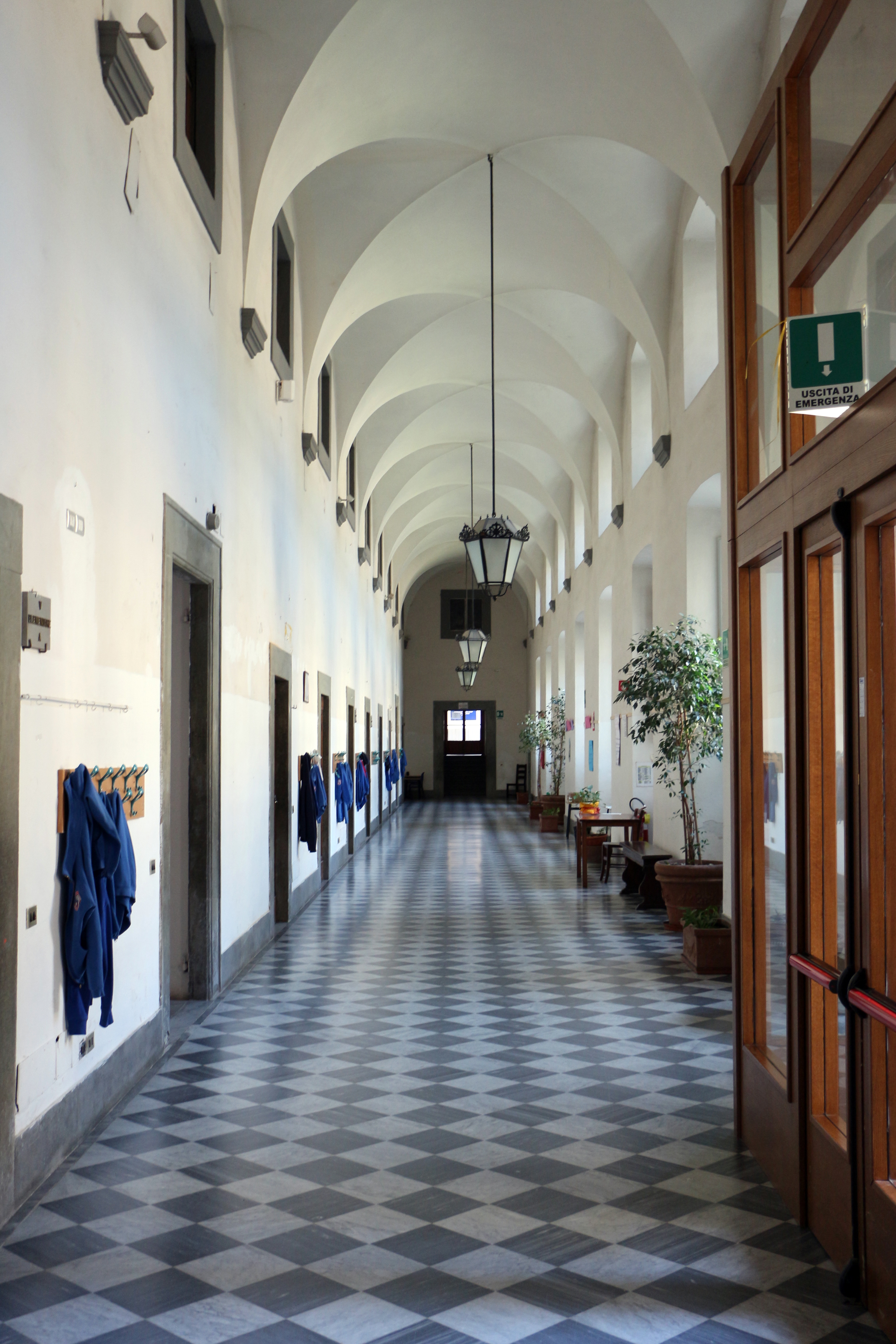
Corridoio

Fino all'Unità d'Italia, la direzione fu affidata a esponenti del clero locale, cui apparteneva anche la maggior parte dei docenti. Particolare spicco ebbe il magistero di Atto Vannucci, che restò al "Cicognini" fino al 1848. Successivamente il governo guidato da Urbano Rattazzi nel 1862 nominò rettore Girolamo Bobone, al posto del sacerdote Giovanni Pierallini.
Nell'ottobre di quello stesso anno la carica passò a Giuseppe Merzario, intellettuale, educatore, patriota e uomo politico di idee progressiste. Il blocco politico-sociale conservatore, che trovava i suoi punti di forza in alcuni esponenti del clericalismo e del mondo culturale fiorentino di matrice cattolica (Cesare Guasti, Nicolò Tommaseo), si oppose apertamente all'operato di Merzario, finché questi rassegnò polemicamente le dimissioni.
Negli anni 1875–1881, in cui fu rettore e preside Flaminio Del Seppia, fu convittore Gabriele D'Annunzio, che mostrò particolare stima per l'ex garibaldino Tito Zucconi, suo insegnante di letteratura inglese.
Nel 1882 il Cicognini divenne statale. Alla sua guida il ministero assegnò il letterato ed educatore Ulisse Poggi, che vantava trascorsi patriottici quarantotteschi. Malgrado tensioni con alcuni insegnanti e studenti, Poggi restò in carica fino al pensionamento, avvenuto nel 1889. A succedergli fu il latinista Pietro Tosi, che restò in carica fino all'estate del 1899, in tempo per organizzare le celebrazioni per il bicentenario dell'istituto, in occasione del quale venne inaugurato un busto di Umberto I, opera del giovane scultore pratese Oreste Chilleri.
Dal settembre del 1899 fino al 1918 fu preside Paolo Giorgi, fautore di un'intensa opera di propaganda nazionalista e interventista che portò anche a violente tensioni con il contesto sociale cittadino, negli anni della prima guerra mondiale. Nei primi anni del nuovo secolo furono insegnanti del "Cicognini" l'italianista livornese Ubaldo Angeli, amico di Severino Ferrari e Fabio Fedi, insegnante di lettere al ginnasio e acceso sostenitore della laicità dell'istruzione, oltre che consigliere comunale.
Dal dopoguerra il "Cicognini" da regio collegio tornò ad essere convitto nazionale; i rettori che si sono succeduti hanno continuato la tradizione (Gentileschi, Mati, D'Ascenzio, Caiazza, Pistone) dalla fine degli anni '90 è iniziata una profonda innovazione metodologica e tecnologica (rettore Enrico Fadda) ed è stata nominata alla guida del "Cicognini" la prima donna (Anna Grazia Greco). Dal 2004 al 2007 (sotto la Direzione di Daniele Santagati) 
Nel 2004 diventa rettore del "Cicognini" Daniele Santagati, tornato a Prato dopo l'esperienza di rettore del "C. Colombo" di
Genova. Sotto il suo rettorato sono stati eseguiti imponenti lavori di messa a norma previsti dalla legge 626/94.
Il 1º settembre 2012 il Rettore Santagati ha lasciato la guida del "Cicognini".
Nell'anno scolastico 2012-2013 è stata aperta la sezione femminile del convitto residenziale, adeguando così il "Cicognini" ai cambiamenti della società.

### Il liceo-ginnasio statale F. Cicognini (1925-1972)
Il convitto è stato dal 1925 al 1972 la sede del Liceo ginnasio Cicognini.
Dall’anno scolastico 1972-1973 il liceo classico si è trasferito negli spazi di Via Baldanzi, 16, nel quartiere Centro Direzionale di Prato.

### I nuovi licei
Verso la fine degli anni ‘90 fu ospitato nella sede convittuale un nuovo liceo classico, in totale discontinuità con quello precedente, che continua tutt’oggi a operare nella sede nel Centro Direzionale di Prato.
A seguito inoltre del riordino dei licei, attuato dalla riforma Gelmini, vengono inoltre attivati all’interno del Convitto il liceo classico europeo (che si aggiunge al neo liceo classico degli anni ‘90) e i licei scientifici tradizionale, scienze applicate e internazionale.
Questi licei sono parzialmente indipendenti dall’attività convittuale in quanto è possibile iscriversi senza risiedere all’interno della struttura.
Il programma Enduscopio della Fondazione Agnelli ha assegnato nel 2022 un punteggio di 57.68 per il liceo classico e un punteggio di 46.10 per il liceo scientifico.

## Architettura
L'enorme edificio del convitto venne progettato dal gesuita Giovan Battista Origoni. L'atrio e il portale d'ingresso furono costruiti dall'architetto pratese Giuseppe Valentini. Al suo interno sono degni di nota il refettorio (affrescato da Giacinto Fabbroni nel 1754 con scene tratte dalla Bibbia), la cappella settecentesca (con interessanti arredi lignei) ed il teatro (inizialmente chiesetta del convitto, adibito all'uso attuale durante il periodo di secolarizzazione dell'istituto: i suoi affreschi vennero rifatti durante l'epoca fascista).